# Xylobium ornatum
Xylobium ornatum là một loài thực vật có hoa trong họ Lan. Loài này được (Klotzsch) Rolfe miêu tả khoa học đầu tiên năm 1912.